# Hunveyor Mathematica-demonstrációk

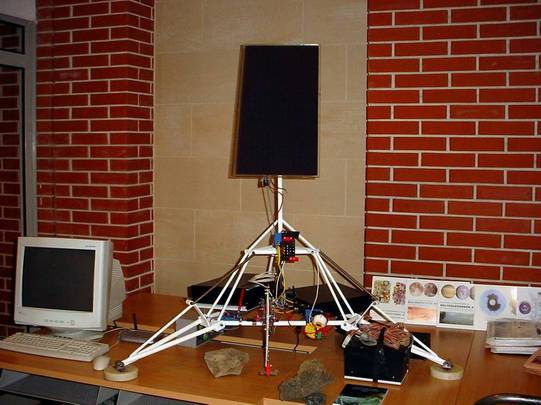
A Hunveyor-1 űrszonda modell a főbb műszer egységekkel.

A Mathematica egy összetett programnyelv rendszer. Gazdag grafikai lehetőségeivel nemcsak matematikai, fizikai, kémiai, műszaki és biológiai folyamatokat, szerkezeteket tudunk ábrázolni, hanem egyes összetett jelenségeket szemléltetni is lehet. Ezek közül a Hunveyor űrszonda modellhez kapcsolódó néhány demonstrációt mutatunk be.

## Hunveyor-Surveyor
A Wolfram Research Demonstrációkra elkészített honlapján ma már mintegy 3000 demonstráció nyitható meg. Közéjük tartozik a Hunveyor-Surveyor párhuzamokat bemutató két demonstráció is. Ezeken megtalálható a Hunveyor minimál-űrszonda modell két legfontosabb műszer egysége, a kinyújtható kar és a televíziós kamera, valamint a középen álló oszlop tetejére erősített antenna és napelemtábla. Egy másik demonstráció főleg a váz mechanika jellemzőit paraméterezi, a talpak mozgását és számos más vázszerkezeti paraméter mozgatását mutatja be. Külön demonstráció mutatja be a Nürnbergi olló alapelvű kinyitható kar mozgását.
Ilyen szerkezetet a Surveyor-3 és a Surveyor-7 vitt magával a Holdra.

## H-Ördögszekér
Érdekes demonstráció a H-ördögszekér is. A H-ördögszekér az angol thumbleweed-nek megfelelő alegység a Hunveyor-Husar modelleket kiegészítő, tervezett robotok között. A szél gördíti és hajtja tova. Ilyet már ki is próbáltak a Földön, jeges sivatagokban, Grönlandon és az Antarktiszon.
Több más űrkutatási vonatkozású, elsősorban mechanikai mozgatásokat, szerkezetek szétnyitását, ernyők és antennák szerkezetét mutatja be Mathematica demonstrációkon, melyek mind megtekinthetők a Wolfram Research demonstrációs honlapján.

## Külső hivatkozások
- http://demonstrations.wolfram.com/
- https://web.archive.org/web/20080827105605/http://www.robotika.njszt.hu/index.php?title=Hunveyor_husar
- http://demonstrations.wolfram.com/SurveyorHunveyorTripod/
- http://demonstrations.wolfram.com/HunveyorSurveyorFieldWorkSimulations/
- http://demonstrations.wolfram.com/NurembergScissors/
- http://www.lpi.usra.edu/meetings/lpsc2008/pdf/1022.pdf
- http://planetologia.elte.hu/1cikkek.phtml?cim=geometria.html
- http://demonstrations.wolfram.com/LunaLandersOnTheMoon/
- http://demonstrations.wolfram.com/AstroMeshReflector/
- http://blog.wolfram.com/2008/06/11/interacting-with-nasa-landers-from-your-own-pc/#more-546

## Kapcsolódó szócikk
- Wolfram Research